# أشنوزنغ
أشنوزنغ هي قرية في مقاطعة بيرانشهر، إيران. يقدر عدد سكانها بـ 567 نسمة بحسب إحصاء 2016.